# Settembre (film 1987)
Settembre (September) è un film del 1987 scritto e diretto da Woody Allen. La vicenda si svolge in due giorni esatti, tratta d'un gruppo di persone che hanno vissuto a lungo in una casa in Vermont, lontana dai rumori e dalla fretta newyorkese.

## Trama
Lane ha lasciato la città per riprendere in mano le redini della sua vita nella casa di campagna che le ha lasciato la madre e trascorre l'estate con alcuni amici, tra cui Stephanie, Howard e Peter, uno scrittore in erba che l'affascina moltissimo. Quello che però Lane non sa è che Peter cova un amore segreto per la sua migliore amica, la quale invece tenta in tutti i modi di dissuaderlo: Stephanie è tormentata dalla possibilità di legarsi una volta per tutte a un uomo che realmente la vorrebbe con sé e dunque lasciare i figli e il marito, o tacere ogni cosa per il bene dell'amicizia che ha con Lane.
Gli ultimi due giorni dell'estate sconvolgono la vita degli abitanti della casa: Lane litiga con Diane, sua madre in visita, rievocando il terribile ricordo che ancora si porta dietro, e che le ha impedito di fare funzionare la sua vita a causa delle continue cure psichiatriche; Stephanie e Peter s'abbandonano al loro amore con un bacio, ma verranno scoperti per caso da Lane; Howard, che da sempre s'era occupato di Lane, le confessa il suo amore, ma la ragazza non accetta le sue avances per la differenza d'età. In procinto di vendere la casa per ricavare i soldi che le avrebbero permesso di pagare i debiti e trasferirsi a New York sfondando come fotografa, Lane litiga furiosamente con la madre, prepotente e piena di sé, e davanti a tutti rivela il loro segreto più grande.

## Realizzazione
- Allen ha scritto il film ispirandosi alla casa di campagna di Mia Farrow nel Connecticut, e avrebbe voluto girarlo proprio in quella casa; quando finì la sceneggiatura, però, era ormai inverno ed essendo il film ambientato alla fine di agosto non lo si poteva girare nella casa reale. Il film venne allora girato in studio a New York.
- Il film è stato girato due volte con attori diversi. Il cast originale vedeva Sam Shepard nel ruolo dello scrittore Peter (Christopher Walken abbandonò lo stesso ruolo dopo alcune scene, essendosi rivelato non adatto), Maureen O'Sullivan nel ruolo di Diane, e Charles Durning nel ruolo di Howard. Dopo aver finito e montato il film, il regista era del tutto insoddisfatto, e decise di riscriverlo, trovare un nuovo cast e rigirarlo da capo. La prima versione è normalmente elencata nella lista di film perduti, sebbene sia stata avanzata l'ipotesi che una copia possa essere ancora in possesso del regista.
- Il film è interamente girato su un solo set, senza riprese in esterno.

## Curiosità
- In questo film, connotato da languido pessimismo, Woody Allen mette in bocca al personaggio di Lloyd, compagno della madre della protagonista e fisico di professione, una smagata definizione dell'Universo: "Una pura casualità, moralmente neutra, di inimmaginabile violenza".